# Olivia van Rooijen
Pour les articles homonymes, voir Van Rooijen.
Olivia van Rooijen, née le 22 octobre 1988 à Amsterdam, est une rameuse néerlandaise.

## Palmarès

### Championnats du monde
- 2019 à Ottensheim (Autriche)
  -  Médaille de bronze en quatre de couple
- 2018 à Plovdiv (Bulgarie)
  -  Médaille de bronze en quatre de couple
- 2017 à Sarasota (États-Unis)
  -  Médaille d'or en quatre de couple
- 2011 à Bled ( Slovénie)
  -  Médaille de bronze en quatre de pointe

### Championnats d'Europe
- 2019 à Lucerne ( Suisse)
  -  Médaille d'argent en quatre de couple
- 2018 à Glasgow ( Royaume-Uni) 
  -  Médaille de bronze en quatre de couple
- 2017 à Račice ( République tchèque)
  -  Médaille d'argent en quatre de couple
- 2016 à Brandebourg-sur-la-Havel ( Allemagne)
  -  Médaille d'argent en huit
- 2015 à Poznań ( Pologne)
  -  Médaille d'argent en deux de pointe